# 帝舵時期
都鐸時期（英語：Tudor period），處於1485至1603之間的英格蘭和威爾士，直到1603年由斯圖亞特王朝繼承，其第一代國王是亨利七世。都鐸時期英格蘭經濟發達。